# Abu Mahdi al-Muhandis
Jamāl Jaʿfar Muḥammad ʿAliyy ʾĀl ʾIbrāhīm, noto come Abu Mahdi al-Muhandis, (in arabo جمال جعفر محمد علي آل إبراهيم ‎?; Bassora, 1º luglio 1954 – Baghdad, 3 gennaio 2020), è stato un generale e politico iracheno.
Al momento della sua morte era vice capo delle Forze di Mobilitazione Popolare ed era coinvolto in attività contro lo Stato islamico. Le organizzazioni da lui supervisionate hanno stretti legami con la Forza Quds, che fa parte delle forze armate della Repubblica islamica dell'Iran.
Era comandante della milizia di Kata'ib Hezbollah e in precedenza ha lavorato con il Corpo delle guardie della rivoluzione islamica contro il regime di Saddam Hussein.
Negli anni 80 fu accusato di terrorismo per le sue attività in Kuwait. Fu condannato a morte in contumacia da un tribunale del Kuwait per il suo coinvolgimento negli attentati del Kuwait nel 1983. Muhandis era stato inserito nella lista dei terroristi redatta dagli Stati Uniti.
È stato ucciso da un attacco aereo effettuato da un drone degli Stati Uniti all'aeroporto internazionale di Baghdad il 3 gennaio 2020, insieme al comandante della guardia rivoluzionaria iraniana Qasem Soleimani.